# Gesta
Gesta es un género de lepidópteros ditrisios de la subfamilia Pyrginae  dentro de la familia Hesperiidae. Es un género neotropical. Una sola especie llega hasta el sudoeste de Estados Unidos.

## Especies
- Gesta austerus (Schaus, 1902) Perú.
- Gesta gesta (Herrich-Schäffer, 1863) Sudamérica y Cuba.
- Gesta heteropterus (Plötz, 1884)  Brasil y Venezuela.
- Gesta inga Evans, 1953  Bahia au Brasil.
- Gesta invisus (Butler & Druce, 1872)  (Arizona, Texas, México, Costa Rica, Guatemala).